# Les Amants mal assortis
Les Amants mal assortis – ou Le Vieil Homme amoureux – est un tableau réalisé vers 1530 par le peintre de la Renaissance allemande Lucas Cranach l'Ancien. Cette huile sur bois représente une jeune femme regardant le spectateur tout en plongeant sa main dans la bourse attachée à la ceinture d'un homme plus âgé qui s'apprête à l'embrasser. Il s'agit d'une allégorie du couple mal assorti, un thème que l'artiste traite à plusieurs reprises à l'époque, par exemple dans Courtisane et Vieillard, sans doute. L'œuvre est conservée à la Fondation Bemberg, à Toulouse, en France.

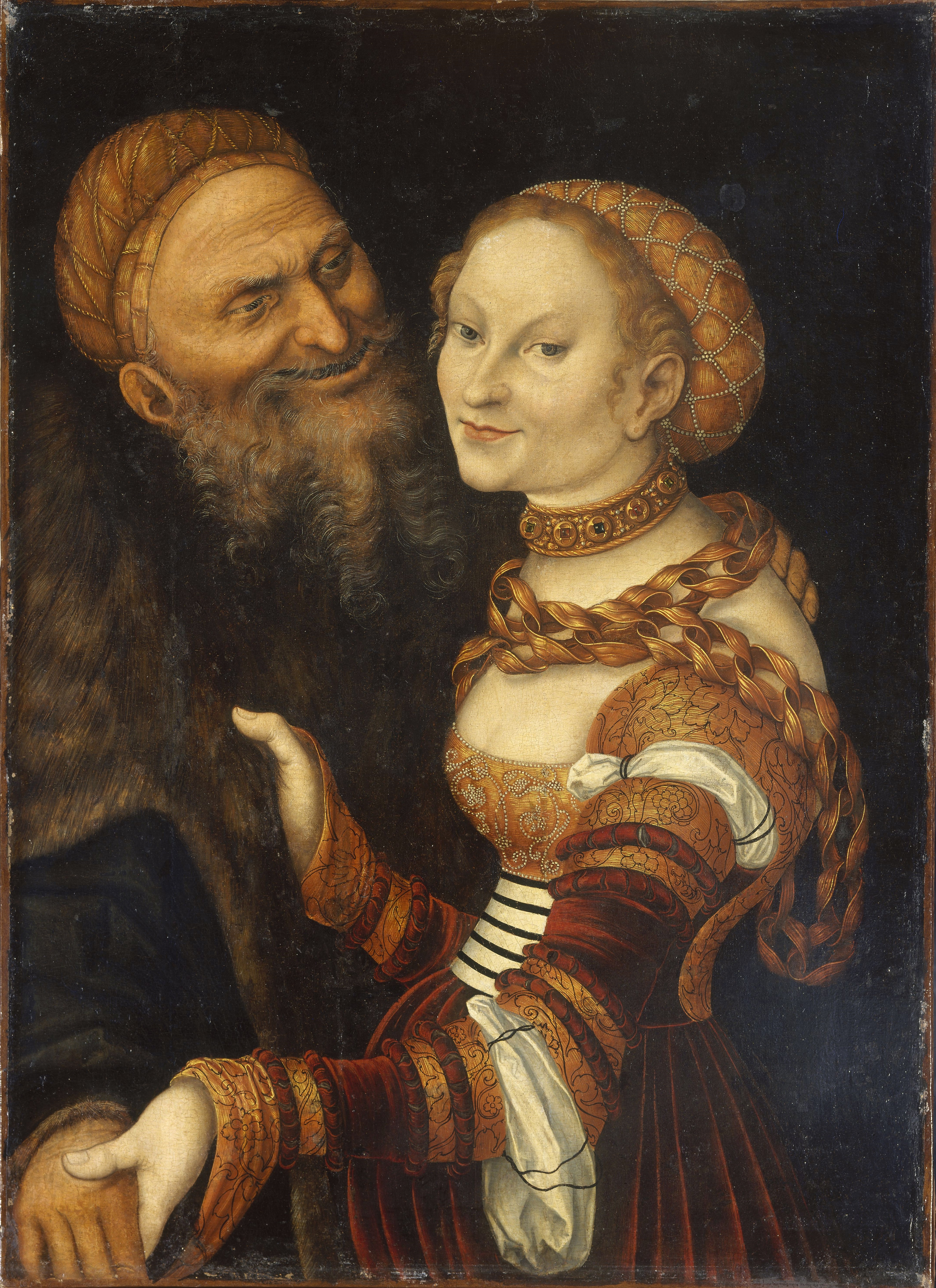
Courtisane et Vieillard, musée des Beaux-Arts et d'Archéologie de Besançon, Besançon.